# François Sylla
François Sylla (Siboty, 9 de abril de 1972) é um prelado guineense da Igreja Católica, atual arcebispo coadjutor de Conacri.

## Biografia
Frequentou os Seminários Menores e Propedêuticos João XXIII de Kindia e estudou filosofia e teologia no Seminário Maior Santo Agostinho de Samaya de Bamako, no Mali.
Em 21 de novembro de 2004 recebeu a ordenação presbiteral, sendo incardinado na arquidiocese de Conacri.
Após a ordenação, ocupou o cargo de vigário paroquial da Catedral de Conacri até 2007, quando foi estudar para o mestrado em direito comparado das religiões pela Faculdade de Teologia de Lugano na Suíça, concluído em 2010, além do serviço pastoral na Paróquia de San Giovanni Battista – Induno Olona, na arquidiocese de Milão entre 2007 e 2011. Doutorado em direito canônico pela Pontifícia Universidade Lateranense de Roma, entre 2010 e 2013, quando retorna para a Guiné. Então torna-se chanceler da Arquidiocese de Conacri, vigário judicial e presidente do Tribunal Metropolitano de Conacri, a partir de 2015. Entre 2017 e 2020, foi o prefeito de estudos do Seminário Maior Bento XVI de Kendoumayah, entre 2018 e 2022 foi o presidente da União do Clero da Guiné e entre 2020 e 2024, foi o Reitor do Seminário Maior Bento XVI de Kendoumayah.
Em 11 de maio de 2024, o Papa Francisco o nomeou arcebispo coadjutor com faculdades especiais de Conacri. Recebeu a ordenação episcopal em 8 de junho seguinte, na Catedral de Conacri, do núncio apostólico no país, Jean-Sylvain Emien Mambé, coadjuvado por Vincent Coulibaly, arcebispo de Conacri e por Raphaël Balla Guilavogui, bispo de N’Zérékoré.